# Ziarno azurofilne
Ziarna azurofilne to ziarnistości wewnątrzkomórkowe wybarwiające się barwnikami azurowymi.
1. W neutrofilach jest to grupa ziaren powstająca podczas rozwoju jako pierwsza, dlatego też noszą one nazwę ziaren pierwotnych
2. W komórkach Langerhansa występują jako tzw. ziarna Birbecka o niewyjaśnionej funkcji
3. W limfocytach o morfologii LGL stanowią ziarna biorące udział w reakcji cytotoksycznej